# 距離指数
距離指数（きょりしすう、英: distance modulus）は、距離引数あるいは距離係数とも言い、天体の見かけの等級と絶対等級との差で、天文学において天体までの距離を表す指標として用いられる。距離指数の単位は等級で、実際の距離の常用対数で表現される。

## 定義
天体の見かけの明るさ（フラックス）は、観測者から天体までの距離の2乗に反比例し、フラックスをF、天体までの距離（厳密には光度距離）をd、天体固有の明るさ（光度）をLとすると、
{\displaystyle F={\frac {L}{4\pi d^{2}}}}
の関係が成り立つ。そして、（見かけの）等級mは、基準となる明るさのフラックスをF0として、
{\displaystyle m=-2.5\log _{10}\left({\frac {F}{F_{0}}}\right)}
と定義される。
| 距離指数 （等級） | 距離 （pc） |
| ----------------- | ----------- |
| -5                | 1           |
| -4                | 1.6         |
| -3                | 2.5         |
| -2                | 4.0         |
| -1                | 6.3         |
| 0                 | 10          |
| 1                 | 16          |
| 2                 | 25          |
| 3                 | 40          |
| 4                 | 63          |
| 5                 | 100         |
| 10                | 1000        |
| 20                | 105         |
| 25                | 106         |

距離指数は、見かけの等級と絶対等級の差で定義され、絶対等級は、天体を10パーセクの距離から観測した場合の見かけの等級と定義されるので、距離指数をμ、絶対等級をMとすると、距離指数μとパーセク単位で表した距離dの間には、
{\displaystyle {\begin{aligned}\mu =m-M&=-2.5\log _{10}\left({\frac {10^{2}}{d^{2}}}\right)\\&=5\log _{10}d{\mbox{[pc]}}-5\end{aligned}}}
の関係が成り立つ。ゆえに、距離指数μがわかれば、パーセク単位での天体までの距離dは、
{\displaystyle d{\mbox{[pc]}}\simeq 10\times 1.585^{\mu }}
で求めることができる。

### 補正済み距離指数
現実には、天体の見かけの明るさは、星間物質による減光の影響を受け、見かけの等級が本来の数値より暗い値を示す。近傍の天体であれば、星間減光はわずかでほとんど影響がないが、ある程度遠い天体になると、星間減光を無視できなくなり、距離を正しく求めるには減光を補正し、距離指数もそれに応じて修正する必要がある。星間減光（減光量A）を補正した距離指数μ0は、
{\displaystyle \mu _{0}=m-A-M=5\log _{10}d-5-A}
となり、これを補正済み距離指数ともいう。
また、宇宙論的な距離にあって、宇宙の膨張による後退速度とそれに伴う赤方偏移が大きくなった天体では、観測した電磁波の波長帯と、実際に天体が放射した電磁波の波長帯のずれが大きくなり、それでは距離指数を正しく評価できないため、そのずれを補正することも必要となる。実際に観測された天体の等級と、その天体が静止系にあった場合同じ波長帯で観測されるはずの等級との差を見積もり、それを補正するための項Kを導入した距離指数は、
{\displaystyle \mu =5\log _{10}d{\mbox{[Mpc]}}+K+25}
となる（距離はメガパーセク単位）。

## 利点
距離指数は、主に視差に基づく三角法では距離を求められない遠距離の天体の距離を示す場合に用いられる。そのような天体では、光の逆二乗則に基づく測光学的方法によって距離を決定することが基本で、その場合距離指数を介することが必須である。
距離に変換せずに距離指数のままで用いられる理由としては、観測で実際に測定するのが見かけの等級であるため、距離指数がそのまま距離の指標になるなら、それを使うことが素直であり実用的である、ということが考えられる。加えて、星団ではヒアデス、系外銀河では大マゼラン雲など、近くてよく調べられている天体をいわば「一里塚」として、それらとの相対的な距離の違いを議論することがしばしばあるが、仮に基準となる天体の距離が間違っていた場合、絶対的な距離に直していると、全て不適切な数値となってしまうが、距離指数を用いていれば相変わらず正しい数値といえる、ということもある。また、系外銀河では距離指数がわかると、その内部にある個別の天体について、見かけの等級を測れば即座にその絶対等級がわかるので、それらの天体の性質や、銀河の構造について、想像することが容易になる、ということも言える。

## 用例

典型的な主系列の絶対等級（実線）と散開星団の恒星の見かけの等級（点）を表した色等級図。縦方向のずれが暫定的な距離指数を表す。

距離指数は、散開星団の距離を考える際によく用いられる。散開星団に含まれる恒星は一般に、はっきりした主系列を示すので、距離と絶対等級がよくわかっている近傍の恒星から求めた主系列と本質的な違いはないと仮定して、両者をヘルツシュプルング・ラッセル図あるいは色等級図に描画すると、縦軸のずれがすなわち距離指数であり、縦方向のみの平行移動で両者の主系列を照合することで、その移動量から見かけの等級しかわからない星団の距離をすぐに見積もることができる。実際には、この方法で正確な距離を知るためには、星間減光の補正だけでなく、金属量の違いも補正することが必要となる。
系外銀河では、エドウィン・ハッブルが多数の「星雲」（銀河）の距離を求め、それらが銀河系外にあることを明らかにした際に、この関係が用いられた経緯がある。主な系外銀河の距離指数は、例えば大マゼラン雲の距離指数は18.54等、小マゼラン雲の距離指数は19.00等、アンドロメダ銀河の距離指数は24.47等などと求められている。距離が近いマゼラン雲は、銀河までの距離の様々な導出方法を比較検証するのにも用いられている。